# Osiek (gmina, Petite-Pologne)
Osiek est une gmina rurale du powiat de Oświęcim, Petite-Pologne, dans le sud de la Pologne. Son siège est le village d'Osiek.
La gmina couvre une superficie de 41,18 km2 pour une population de 7 857 habitants.

## Géographie
La gmina inclut le village de Głębowice.
La gmina borde les gminy de Kęty, Oświęcim, Polanka Wielka et Wieprz.